# Exchequer-Leghorn-Huhn

## Herkunft & Zuchtgeschichte
Die Rasse Exchequer-Leghorn-Huhn hat ihren Ursprung in der italienischen Hafenstadt Livorno (engl. „Leghorn“, daher auch der Zweitname Exchequer-Leghorn). Dort wurden Anfang des 19. Jahrhunderts italienische Landhühner (höchstwahrscheinlich Vorfahren der heutigen „Italiener-Hühner“) in die USA verschifft. Dort wurde dann mit den frühen Italienern so lange weitergezüchtet, bis die „Amerikanischen Leghorn-Hühner“ entstanden. Diese wurden dann um 1870 wieder zurück nach Europa verschifft.
In einer großen Hühnergruppe des schottischen Hühnerzüchters Robert Miller traten um das Jahr 1904 die ersten Leghorns mit einer schwarz-weißen Gefiederfärbung als sogenannte „Farbmutationen“ auf. Robert Miller separierte diese Hühner und züchtete mit ihnen. So entstanden die Exchequer-Leghorn-Hühner.

## Exchequer-Leghorn heute
Genaue Zahlen zur Verbreitung der Exchequer sind nicht bekannt. Allerdings weiß man, dass diese Hühnerrasse meist nur in Schottland, Deutschland oder den Niederlanden anzutreffen sind. Vermutlich liegt dies daran, dass die Exchequer oft durch ihre verwandten und weitaus bekannteren Hühnerrassen, die Italiener und die Leghorns, verdrängt wurden.

## Legeleistung und Eier
Da Exchequer-Leghorn-Hühner eine seltene Rasse sind, gehen die Angaben zur Legeleistung auseinander. So legen die Hennen, je nach Zuchtlinie und -fokus, 230 bis 280 Eier im ersten Legejahr. Auch in den folgenden Legejahren bleibt diese hervorragende Leistung erhalten, so kann man auch im 2., 3. und auch im 4. Legejahr noch 100 bis 200 Eier erwarten, was für dieses Alter eine erstaunliche Leistung ist.
Die Eierfarbe ist weiß bis cremefarben. Das Eigewicht beträgt zwischen 50 und 60 Gramm.

## Körperbau und Farbschläge
Eine weitere Besonderheit der Hühner sind die gelben Läufe, die am Ende jeder Legeperiode nicht mehr knallgelb, sondern cremefarben sind. In der darauffolgenden Mauser/Legepause färben sich diese dann langsam wieder knallgelb und die nächste Legephase beginnt.
Die Kämme und Kehllappen sollten leuchtend rot sein; bei den Hähnen sind die Kämme sowie Kehllappen oft sehr groß, bei den Hennen kippen die eher kleineren Kämme manchmal zur Seite. Die Kämme sollten das Auge jedoch nie ganz verdecken. Bei den Exchequern kommt nur der Einfachkamm (bzw. bei den Hennen der Schlotterkamm) vor. Züchter sollten besonders großen Wert auf einen (nahezu) perfekten Kamm legen. So sollen keine „M-Zacken“ vorkommen und die Kehllappen sollten möglichst gleich lang sein.
Die Augen sind rot oder orange und sollten frei von Ausflüssen und ähnlichen sein. Der Schwanz gewinnt bei den Hähnen mit jeder Mauser an Volumen dazu.
Ihre einzigartige Scheckung haben die Exchequer nicht – wie andere gescheckte Hühnerrassen – durch die sogenannte „Mottled Scheckung“ sondern durch den „Pied-Faktor“. Dieser ist dafür verantwortlich, dass die Hühner mit jeder Mauser „ausschimmeln“ (der Weißanteil im Gefieder erhöht sich also). Deswegen sollte auch der Weißanteil im ersten Lebensjahr nicht zu hoch sein.
Das Gewicht der Hennen beträgt 1,6 bis 2,0 kg, das der Hähne 2,0–2,5 kg.
Der einzige Farbschlag ist schwarz-weiß-gescheckt. Dies ist auch der Grund für den Namensteil „Exchequer“, angelehnt an das französische Wort für Schachbrett „échiquier“.

## Wesenseigenschaften
Da Hühner dieser Rasse umtriebig nach Futter suchen, können bei einem großen Auslauf auch geringere Futtermengen als bei größeren Landhuhnrassen (z. B. Sulmtaler) ausreichen. Vor allem während der Legephase sollte nicht an Mineralien gespart werden, da ein guter Mineralhaushalt essenziell für eine gute Legeleistung ist.
Exchequer-Leghorn ist eine flugfähige Rasse, somit sollte ein Zaun mindestens 150 Zentimeter hoch sein, um ein Entkommen der Hühner zu verhindern.
Gegenüber Menschen sind Exchequer-Hühner nicht scheu, allerdings sind sie oft nicht zahm. Untereinander sind sie temperamentvoll. Es kann zu erbitterten Kämpfen unter Hähnen kommen. Somit empfiehlt es sich, die Hähne einzeln und getrennt zu halten. Außerdem sollten pro Hahn mindestens acht Hennen im Stall sein, da die Hähne manchmal etwas „übereifrig“ sind und die Hennen damit unter Stress setzen.

## Nachwuchs
Aufgrund ihrer hohen Legeleistung besitzen Exchequer-Leghorn-Hennen keinen Bruttrieb. Hennen, die trotz dessen in Brutlaune geraten, stellen sich später oft als „Rabenmütter“ heraus. Somit sollte man den Nachwuchs in einem Inkubator, einer Brutmaschine, ausbrüten. Die Küken sind anfangs etwas kälteempfindlich und allgemein noch etwas schwach. Ab einem Alter von ca. 2 bis 5 Wochen werden diese dann langsam zu robusten und frohwüchsigen Hühnern. Schon früh sollten sie lernen, sich im Auslauf durch Scharren und ähnlichem Futter zu beschaffen, nur so werden sie zu guten Futtersuchern und Futterverwertern.
Zwischen der 20. und der 28. Lebenswoche werden die Hühner geschlechtsreif.

## Zwergform: Zwerg-Exchequer-Leghorn-Hühner
Es existiert eine Zwergform des Exchequer-Leghorns: Die Zwerg-Exchequer-Leghorn-Hühner. Diese sind eine absolute Rarität und werden vermutlich nurmehr in den Niederlanden gezüchtet. Sie wiegen knapp 1 Kilogramm. Sie sind besonders flugfähig und können auch Hausdächer erreichen.